# Delphacodes lethierryi
Delphacodes lethierryi är en insektsart som först beskrevs av Scott 1873.  Delphacodes lethierryi ingår i släktet Delphacodes och familjen sporrstritar. Inga underarter finns listade i Catalogue of Life.